# Windows Live Toolbar
Windows Live Toolbar est la barre d'outils pour rechercher sur le moteur de recherche Windows Live Search. Contrairement à MSN Toolbar, le filtre anti-hameçonnage n'est plus un plugin mais présent et activé par défaut. Elle fait partie des services Windows Live proposés par Microsoft. L'utilisation de Windows Live Toolbar nécessite Windows 2000 ou XP ou Server 2003 ainsi que Microsoft Internet Explorer 6.  Sur cette barre vous pouvez accéder, aux nouveautés et images publiées par vos contacts ,à la messagerie, aux options du calendrier, MSN… 